# Craig Samson
Craig Samson (Irvine, 1º aprile 1984) è un allenatore di calcio ed ex calciatore scozzese, di ruolo portiere.

## Carriera

### Gli inizi della carriera
Samson ha iniziato la sua carriera con il Kilmarnock e ha debuttato nella squadra maggiore all'inizio del 2004 in una partita di Premier League scozzese ad Aberdeen. Questa si è rivelata essere la sua unica apparizione per il club e si trasferì in prestito al Queen of the South F.C. e St. Johnstone prima di lasciarlo nel 2005. Samson in seguito trascorse una stagione al Dundee Utd, una al Ross County e al Dundee prima di trasferirsi in Inghilterra con lo Hereford nel luglio 2008. Samson ha lasciato il club inglese con una "rescissione consensuale" nel mese di aprile 2009.
Il 7 luglio 2009 Samson ha firmato con la neopromossa in Division scozzese, l'Ayr United.

### St Mirren
Il 13 luglio 2010 Samson ha firmato con la squadra di Scottish Premier League St. Mirren. Dopo la partenza del portiere Paul Gallacher, Samson diventa la prima scelta come portiere per il St Mirren per la stagione 2011-2012. Samson divenne presto un idolo dei fan per la sua capacità di dribblare fuori dell'area e per i suoi incredibili voli, dopo 7 partite dall'inizio della stagione Shut-out, la forma di Samson viene ricompensata con una chiamata in nazionale il 6 novembre 2011.
Alla fine della stagione 2011-2012, Samson viene nominato per due dei suoi salvataggi per 'SPL Salva della stagione', uno è un riflesso stupefacente per fermare Sone Aluko. Fuori dalla Old Firm, Samson e il Motherwell ottennero la migliore difesa del campionato, nonostante il St Mirren finì 8º.

### Kilmarnock
Dopo aver respinto una nuova offerta contrattuale dal St Mirren, a 29 anni, Samson firma un contratto biennale con il Kilmarnock; preferendo tornare al suo primo club e rifiutando un'offerta di contratto dal Motherwell. Il suo accordo con il club durerà fino all'estate del 2015.

## Palmarès

### Club

#### Competizioni nazionali
- Scottish Championship: 1

St. Mirren: 2017-2018